# 存柱
存柱（1747年—？），或名存住，滿洲正藍旗海慶佐領人，清朝政治人物。

## 經歷
乾隆四十四年（1779年）己亥繙譯科進士。
五十一年（1786年）補戶部主事。
五十三年（1788年）五月十三日，奉旨記名以直隸州知州候補。
五十五年（1790年）十月，補山西遼州直隸州知州。
嘉慶元年（1796年）俸滿，考績卓異。
四年（1799年）六月陞雲南澂江府知府，翌年到任。
七年（1803年）改麗江府知府。
八年（1803年）因隨同剿辦維西廳傈僳人叛亂出力，獲保奏賞戴花翎。
十二年（1807年）俸滿給咨赴吏部銓選，調順寧府知府，翌年到任。
十四年（1809年）九月授雲南迤南道，十月引見，十五年（1810年）到任。
二十二年（1817年）離任。